# Алувиони Пиовера
Алувио̀ни Пио̀вера (на италиански: Alluvioni Piovera) е община в Северна Италия, провинция Алесандрия, регион Пиемонт. Административен център на общината е село Алувиони Камбио (Alluvioni Cambiò), което е разположено на 77 m надморска височина. Населението на общината е 1712 души (към 2018 г.).
Общината е създадена в 1 януари 2018 г. Тя се състои от предшествуващите общини Алувиони Камбио и Пиовера.